# Diplodus holbrookii
Diplodus holbrookii es una especie de peces de la familia Sparidae en el orden de los Perciformes.

## Morfología
• Los machos pueden llegar alcanzar los 46 cm de longitud total.

## Distribución geográfica
Se encuentra en las  costas del  Atlántico occidental, desde la Bahía de Chesapeake hasta Florida y el noreste del Golfo de México.